# 高安動脈炎
高安動脈炎（たかやすどうみゃくえん、Takayasu's arteritis;TA）は大動脈に炎症が起こる自己免疫疾患で、血管炎のひとつ。脈なし病（みゃくなしびょう、pulseless disease）ともいう。日本においては厚生労働省の特定疾患に定められている。かつては、大動脈炎症候群（だいどうみゃくえんしょうこうぐん、aortitis syndrome）・発見者の高安右人の名から高安病（たかやすびょう）とも呼ばれていたが、血管炎の名称を定める国際基準CHCCの2012年改訂で現在の名前となった。

## 疫学
日本に最も多く患者がおり、またインドや中国などのアジア諸国にも患者が多い。一方、他の地域では比較して患者数が少ない。女性に多い疾患で、男女比は1:10である。発症年齢は20代が最も多く、次いで30代や40代が多い。

## 症状
- 全身症状
  - 発熱
  - 倦怠感
  - 関節痛
  - 筋肉痛
- 動脈炎による症状
  - 眩暈
  - 頭痛
  - 失神
  - 高血圧
  - 視力障害
- 身体所見
  - 脈拍の消失・減弱

特徴的な症状の1つであり、脈なし病と呼ばれるのもこのためである。
  - 血圧の左右差
  - 血管雑音

## 合併症
- 弁膜症
- 脳出血

## 検査
- 血液検査
  - 赤沈亢進、CRP陽性、白血球増加、凝固能亢進、高ガンマグロブリン血症などが見られる。
  - 新しい検査としてペントラキシン-3が、疾患活動性の指標として有用である可能性が報告されている。[2]
- 超音波断層検査
  - 頸動脈の超音波断層検査(頸動脈エコー)でみられるマカロニサインは、総頸動脈の全周性の壁肥厚と狭小化を表しており、侵襲が少なく、簡便であり、プライマリ・ケアで非常に有用な検査である[3]。
- 血管造影
  - カテーテルを動脈内に挿入し、造影剤を注入して検査を行う。大・中動脈の狭窄、閉塞、拡張、動脈瘤の程度を評価できるが、大動脈炎の診断そのものには寄与しない。検査と同時に血管内治療を行うことができるメリットがある。
- CT、MRI
  - 造影剤を用いた検査は本症の診断にきわめて重要であり、ダイナミック造影と呼ばれる手技を用いることで、動脈の狭窄程度なども評価できる。
- CTアンジオグラフィー、MRアンジオグラフィー
  - 造影・非造影MRIや造影CTの情報を三次元的に再構成したMRA（MRアンジオグラフィ）およびCTA（CTアンジオグラフィ）で、血管造影より精度は劣るものの同様の効果を得ることが出来る。
- PET-CT
  - FDG（フルオロデオキシグルコース、陽電子放出フッ素で標識されたグルコースの類似体）を用いたPETでは高集積部位として炎症部位を見ることが出来るが、炎症が狭い範囲の動脈壁に限局している場合には動脈硬化性の炎症と鑑別が困難である。PET-CTではFDGの高集積範囲を精細に評価できるため、炎症が動脈壁から周囲組織に波及している場合には大動脈炎の診断が容易であり、炎症範囲の評価にも有用である。[4]

## 診断
診断基準と重症度分類
病型分類
- I型：大動脈弓分岐血管
- II a型：上行大動脈、大動脈弓及びその分岐
- II b型：IIａ病変＋胸部下行大動脈
- III型：胸部下行大動脈、腹部大動脈、腎動脈
- IV型：腹部大動脈、かつ／又は、腎動脈
- V型：IIb + IV型（上行大動脈、大動脈弓及び
- その分岐血管、胸部下行大動脈に加え、腹部大動脈、かつ／又は、腎動脈）

### 診断基準
動脈造影で確定診断を行う。大動脈とその第一次分枝に閉塞性または拡張性病変が多発していれば当疾患を疑い、炎症反応があれば確定する。その他、自覚症状や検査所見が合致し、鑑別疾患が除外できるものも当疾患であるとする。
- 鑑別疾患

動脈硬化症、炎症性腹部大動脈瘤、血管ベーチェット病、梅毒性中膜炎、巨細胞性動脈炎、先天性血管異常、細菌性動脈瘤、全身性硬化症、バージャー病

### 重症度分類
治療せず経過観察のみあるいはステロイドを除く治療を短期間加える程度の段階をI度とし、治療の難度や合併症によってV度までの5段階に分類する。

## 治療
炎症性活動病変があればステロイド剤を投与する。副作用のためステロイドの使用が困難な場合などは、やむを得ずシクロスポリン、シクロフォスファミド、メソトレキセートなどの免疫抑制剤を用いることもある。
その他、血管狭窄に対して抗血小板薬や血管拡張薬、高血圧に対して降圧薬の投与などの対症療法を行う。
現在はサイズの大きなステントの開発も進んでおり、狭窄の強い大血管への血管内治療も可能となりつつある。
内科的治療に反応せず、虚血による症状がひどい時には、外科的にバイパス術などの血行再建術を施行することもある。

## 予後
生命予後は良好で、5年生存率は約90%、10年生存率は約80%である。死因は弁膜症から誘発される心不全、高血圧、脳出血など。

## 診療科
アレルギー科、膠原病科、循環器内科など

## 歴史
1908年に高安右人によって初めて報告される。